# Бленко (Айова)
Бленко (англ. Blencoe) — місто (англ. city) в США, в окрузі Монона штату Айова. Населення — 233 особи (2020).

## Географія
Бленко розташоване за координатами 41°55′49″ пн. ш. 96°4′56″ зх. д. / 41.93028° пн. ш. 96.08222° зх. д. (41.930341, -96.082110).  За даними Бюро перепису населення США в 2010 році місто мало площу 1,96 км², уся площа — суходіл.

## Демографія
Згідно з переписом 2010 року, у місті мешкали 224 особи в 99 домогосподарствах у складі 70 родин. Густота населення становила 114 особи/км².  Було 116 помешкань (59/км²).
Расовий склад населення:
| - 96,9 % — білих - 0,4 % — корінних американців - 0,4 % — азіатів |

До двох чи більше рас належало 2,2 %. Частка іспаномовних становила 0,4 % від усіх жителів.
За віковим діапазоном населення розподілялося таким чином: 18,7 % — особи молодші 18 років, 57,6 % — особи у віці 18—64 років, 23,7 % — особи у віці 65 років та старші. Медіана віку мешканця становила 49,7 року. На 100 осіб жіночої статі у місті припадало 86,7 чоловіків;  на 100 жінок у віці від 18 років та старших — 82,0 чоловіків також старших 18 років.
Середній дохід на одне домашнє господарство  становив 58 573 долари США (медіана — 39 792), а середній дохід на одну сім'ю — 75 398 доларів (медіана — 58 750). Медіана доходів становила 43 750 доларів для чоловіків та 30 000 доларів для жінок. За межею бідності перебувало 16,7 % осіб, у тому числі 29,8 % дітей у віці до 18 років та 9,1 % осіб у віці 65 років та старших.
Цивільне працевлаштоване населення становило 91 осіб. Основні галузі зайнятості: освіта, охорона здоров'я та соціальна допомога — 29,7 %, будівництво — 17,6 %, сільське господарство, лісництво, риболовля — 14,3 %.